# Rayon gamma
«  Rayon gamma » redirige ici. Pour les autres significations, voir Rayon et Gamma.

Des rayons gamma sont produits par des processus nucléaires énergétiques au cœur des noyaux atomiques.

Un rayon gamma (ou rayon γ) est un rayonnement électromagnétique à haute fréquence émis lors de la désexcitation d'un noyau atomique résultant d'une désintégration. Les photons émis sont caractérisés par des énergies allant de quelques keV à plusieurs centaines de GeV voire jusqu'à 450 TeV pour le plus énergétique jamais observé. Les rayons gamma furent découverts en 1900 par Paul Villard, chimiste français.

## Caractéristiques
Les rayons gamma sont plus pénétrants que les particules alpha et bêta, mais sont moins ionisants. Ils sont de même nature que les rayons X mais sont d'origine et de fréquence différentes.
Les rayons gamma sont produits par des transitions nucléaires, tandis que les rayons X sont produits par des transitions électroniques provoquées en général par la collision à haute vitesse d'un électron avec un atome. La fréquence de leurs ondes est de l'ordre de 1017 à 1019 Hz. Comme il est possible pour certaines transitions électroniques d'être plus énergétiques que des transitions nucléaires, il existe un certain chevauchement entre les rayons X de haute énergie et les rayons gamma de faible énergie.
Les observations de rayons gamma émis dans des orages s'accumulent,,,, et ils semblent liés aux courants électriques dont les éclairs sont les manifestations les plus visibles. La prise en compte de l'effet de courants électriques « ordinaires » au niveau nucléaire est en cours d'étude pour tenter d'expliquer certaines manifestations accidentelles violentes apparaissant parfois dans les batteries électriques[à vérifier] et accompagnées de production de neutrons et d'autres particules[à vérifier].

## Sources cosmiques du rayonnement gamma

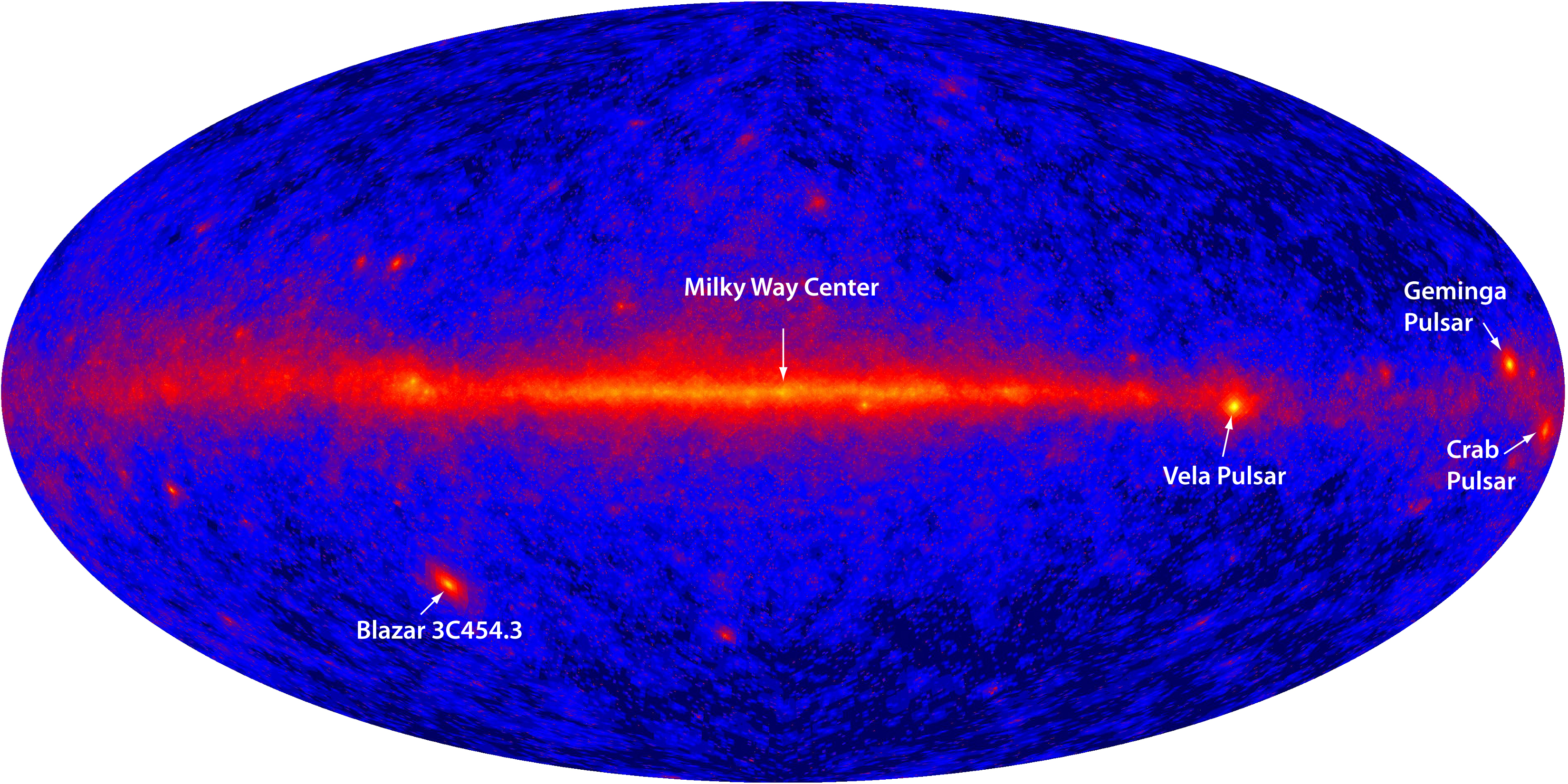
Mise en évidence des rayons gammas par GLAST (aujourd'hui Fermi)

Les sources de rayonnement gamma dans l'Univers sont connues depuis 1948 mais n'ont été observées que depuis le début des années 1960. En effet, les photons gamma sont presque complètement arrêtés par l'atmosphère terrestre. Les premières observations astronomiques ont été faites à partir de ballons-sondes, de fusées-sondes (temps d'observations très courts). Ils sont aujourd'hui observés par des télescopes spatiaux spécialisés. Les rayonnements gamma les plus énergétiques peuvent être indirectement observés par des observatoires terrestres qui captent la cascade électromagnétique générée par l'effet Vavilov-Tcherenkov. Le rayonnement gamma de source cosmique résulte des événements les plus violents de l'Univers : jets relativistes produits par des trous noirs supermassifs (blazars), sursauts gamma, etc. L'énergie des photons gamma émis peut atteindre des centaines de GeV.

## Interaction avec la matière

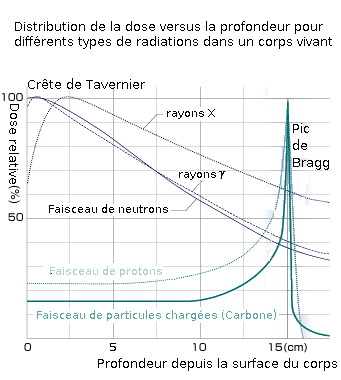
Illustration de la crête de Tavernier qui se caractérise par l'accroissement de la dose d'irradiation de certains rayonnements dans l'organisme, dont les rayons gamma, avant sa décroissance exponentielle. Voir aussi transfert linéique d'énergie et effet de build-up.

En pénétrant une substance, telle la matière vivante, la dose d'irradiation par les rayons gamma passe d'abord par un maximum ou « crête de Tavernier », du nom du physicien belge Guy Tavernier qui découvrit ce phénomène en 1948, avant de décroître exponentiellement avec la profondeur. Ce maximum se situe à environ 1 cm de profondeur pour les rayons gamma et l'intensité de ce rayonnement gamma est fort dépendante de la longueur de diffusion valable pour la substance pénétrée. On a ainsi :
{\displaystyle \displaystyle I(d)=I_{0}e^{-\mu d}}
où
- µ = nσ est le coefficient d'absorption, mesuré en cm−1 ;
- n le nombre d'atomes par centimètre cube dans la matière ;
- σ la section efficace d'absorption en centimètres carrés, donnée pour un couple rayonnement-matière caractérisé par l'énergie du faisceau incident et la nature chimique du matériau cible (son numéro atomique Z, au premier ordre) ;
- et d l'épaisseur du matériau en centimètres.

Ainsi, on constate que le blindage contre les rayons gamma requiert de grandes quantités de matière et qu'il n'est pas possible de stopper 100 % du rayonnement. Par exemple, un blindage qui réduit de 50 % l'intensité de rayons gamma de 1 MeV nécessite 1 cm de plomb, 6 cm de béton ou 9 cm de terre. Plus le numéro atomique (Z) est élevé, plus l'atténuation est forte. En inversant la relation ci-dessus, l'épaisseur nécessaire pour atténuer le rayonnement d'un facteur k = I0/I est donnée par d = lnk/µ. Avec un blindage en plomb, de numéro atomique Z = 82 et de coefficient d'absorption µ = 0,693147 cm−1, il faut 6,6 cm pour éliminer 99 %, 13 cm pour éliminer 99,99 % et 19,9 cm pour éliminer 99,9999 % (ce qui atténue l'énergie du rayonnement d'un facteur 106). Avec un blindage en béton, de coefficient d'absorption µ = 0,1155, il faut 19,9 cm pour éliminer 90 % des radiations gamma, 99,6 cm pour éliminer 99,999 %, 1,20 m pour 99,9999 % et 1,40 m pour 99,99999 % (radiations gamma divisées par 107).

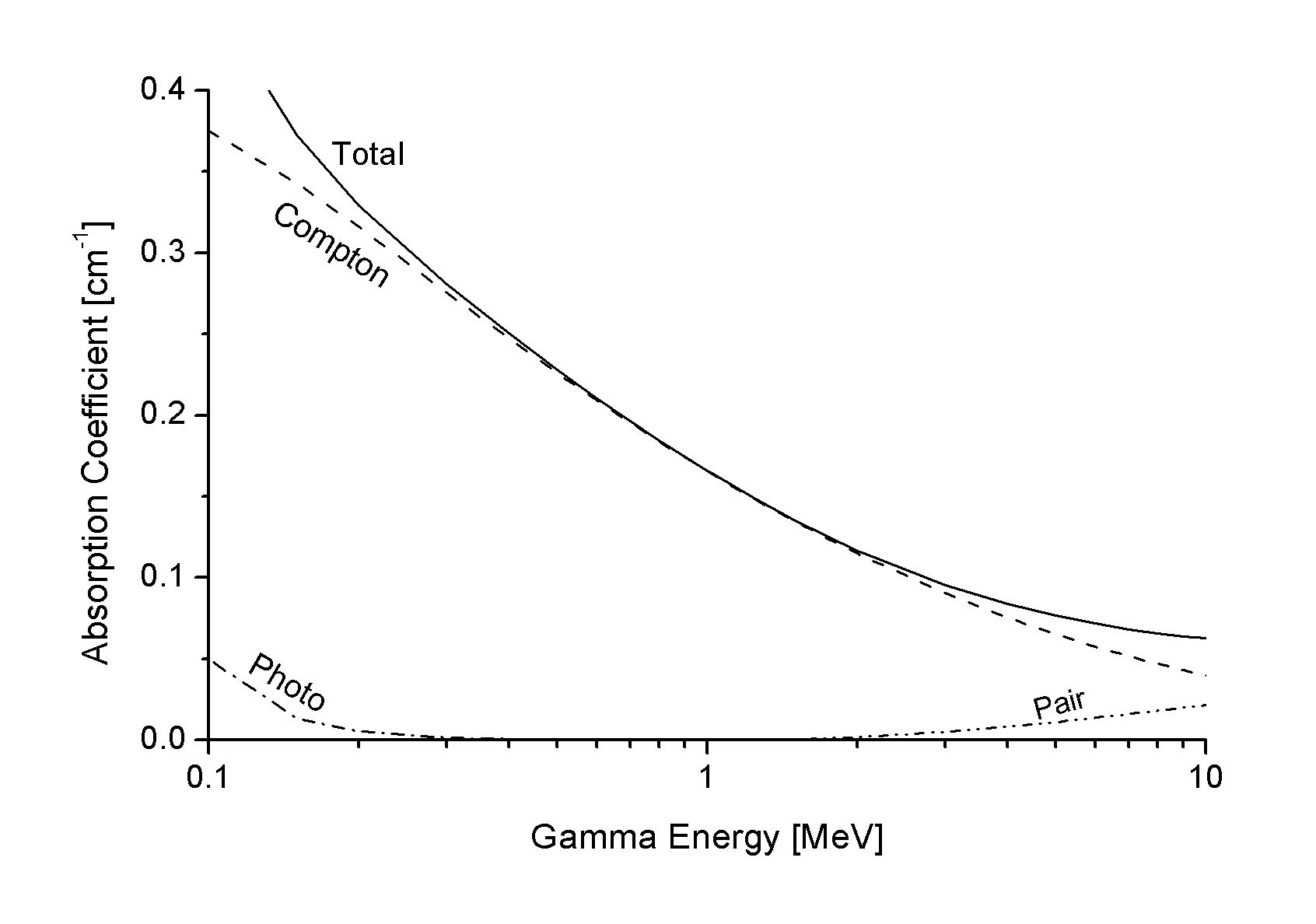
Le coefficient d'absorption total de l'aluminium pour les rayons gamma et les contributions des trois effets. Ici, l'effet Compton domine.

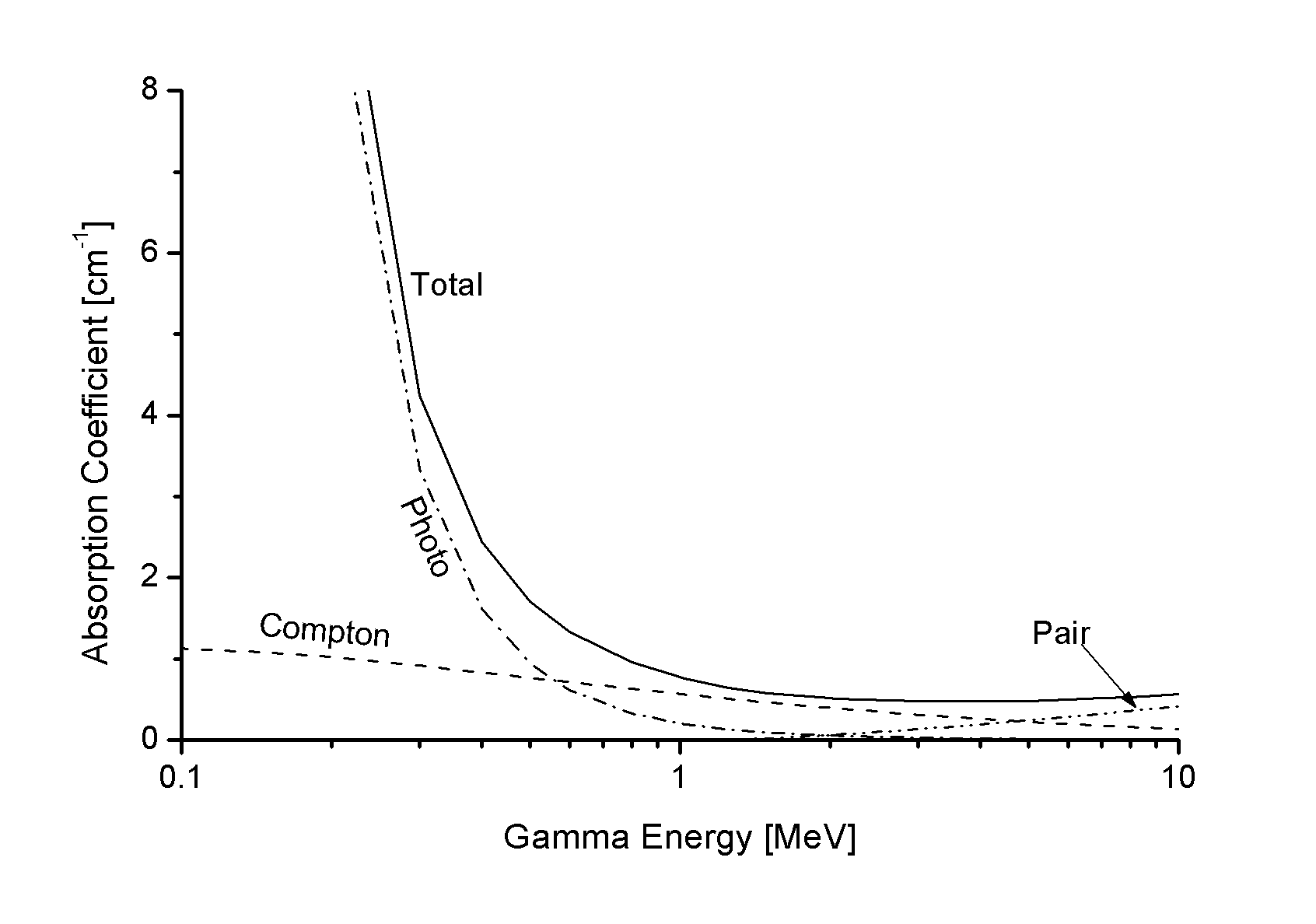
Le coefficient d'absorption total du plomb pour les rayons gamma et les contributions des trois effets. Ici, l'effet photoélectrique domine pour l'énergie basse et la production des paires au-dessus de 5 MeV.

Les rayons gamma interagissent avec la matière via trois mécanismes principaux :

### Effet photoélectrique
Dans l'effet photoélectrique, un photon gamma interagit avec la matière en transférant l'intégralité de son énergie à un électron occupant une orbitale donnée qui est alors éjecté de l'atome auquel il était lié. L'énergie cinétique de ce photo-électron est égale à l'énergie du photon gamma moins l'énergie de liaison de l'électron. L'effet photoélectrique est considéré comme le mécanisme principal de transfert d'énergie des rayons X et des rayons gamma d'énergie inférieure à 50 keV, mais est beaucoup moins important aux plus hautes énergies. Sa plage d'énergie est fonction du numéro atomique de l'élément avec lequel le photon X ou gamma interagit. L'effet photoélectrique dépend donc directement de la densité de l'élément et augmente considérablement avec celle-ci (densité à la puissance six). Cela explique la forte atténuation des rayons X et gamma par le plomb et le choix de ce matériau facile à mettre en œuvre pour les blindages de protection.

### Diffusion Compton
Dans le cas de la diffusion Compton, le photon gamma possède une énergie plus que suffisante pour arracher un électron d'orbitale ; l'énergie restante est réémise sous forme d'un nouveau photon gamma de moindre énergie et dont la direction d'émission est différente de la direction incidente du photon gamma d'origine. L'efficacité de la diffusion Compton diminue avec l'augmentation de l'énergie des photons ; on pense que c'est le principal mécanisme d'absorption des rayons gamma dans la gamme d'énergie entre 100 keV et 10 MeV, qui est celle qui inclut la plus grande part de radiations gamma provenant d'une explosion nucléaire. La diffusion Compton est relativement indépendante du numéro atomique de la matière absorbant les photons gamma.

### Production de paires
En interagissant avec la force de Coulomb au voisinage d'un noyau atomique, l'énergie du photon gamma incident peut spontanément être convertie en masse (équivalence masse-énergie : E = mc2) sous la forme d'une paire électron-positon. La production d'une telle paire (matière-antimatière) nécessite une énergie supérieure à la masse au repos des particules qui la composent (2 × 0,511 MeV), soit 1,022 MeV : l'énergie excédentaire est transférée sous forme d'énergie cinétique à la paire formée ainsi qu'au noyau de l'atome. L'électron produit, qui est souvent appelé électron secondaire, est hautement ionisant. Quant au positon, très ionisant aussi, il possède une très courte durée de vie dans la matière : 10−8 s, car dès qu'il est à peu près arrêté, il s'annihile avec un autre électron de la matière ; l'énergie équivalente à la masse totale de ces deux particules est alors transformée (à nouveau E = mc2) en deux photons gamma de 0,511 MeV émis en direction diamétralement opposée (c.-à-d. formant un angle de 180° entre elles).
Les positons (antiélectrons, particules d'antimatière) provoquent beaucoup d'ionisation tout le long de leurs trajectoires. Cela les ralentit jusqu'à la fin de leur parcours, où ils s'annihilent très rapidement avec les électrons de la matière.

## Utilisation
- Radiographie par rayons gamma : gammagraphie
- Imagerie médicale
- Médecine nucléaire
- Radiothérapie
- Stérilisation (irradiateur 60Co)
- Spectrométrie gamma
- Astronomie gamma
- Restauration d'objets par l'atelier de recherche et de conservation Nucléart

### Spectrométrie Mössbauer
Il s'agit d'une spectrométrie d'absorption gamma qui a valu le prix Nobel à son découvreur Rudolf Mössbauer à l'age de 28 ans.
L'échantillon est excité par un rayonnement gamma (photon) dont on fait varier l'énergie de façon infinitésimale autour d'une énergie de transition nucléaire. Pour cela, on dispose d'une source émettant un rayonnement gamma et on applique à celle-ci un mouvement d'oscillation (à l'aide d'un simple mécanisme ressemblant au vibreur d'une sonnette) ; c'est l'effet Doppler-Fizeau qui produit la variation de l'énergie.
Un détecteur est placé derrière l'échantillon. Lorsque l'énergie du rayonnement incident correspond exactement à l'énergie de transition nucléaire, le rayonnement gamma est absorbé, et donc l'intensité transmise mesurée est plus faible.
Le spectre Mössbauer est constitué d'un ensemble de pics multiplets symétriques dont la position et forme (déplacement isomérique et éclatement quadripolaire ) sont à la fois caractéristiques de l'état d'oxydation de l'élément étudié, mais aussi de la nature et de la géométrie des atomes voisins les plus proches de ceux de l'élément chimique étudié.

## Danger
Les rayons gamma peuvent produire des dégâts similaires à ceux produits par les rayons X et les autres rayonnements ionisants, tels que brûlures, nécrose (effets déterministes), cancers et mutations génétiques (effets stochastiques, c'est-à-dire aléatoires).
Si les rayons gamma sont moins ionisants que les rayons α ou β, ils demandent des épaisseurs de blindage plus importantes pour s'en protéger (de l'ordre d'un ou deux mètres d'épaisseur de béton, de roche ou de terre, en fonction de l'intensité initiale des rayonnements). 

## Répartition géographique en France
En France, le Réseau national de mesures de la radioactivité de l'environnement (RNM) diffuse des mesures de rayons gamma en divers points du territoire. Ci-dessous, les ordres de grandeur (exprimés en nanosieverts par heure, symbole nSv/h) de ces rayonnements mesurés par différents organismes de 2009 à 2012 :
Mesures d'EDF :
- Golfech : 90 ± 18
- Braud-et-Saint-Louis : 90 ± 18
- Dampierre-en-Burly : 120 ± 25
- Paluel : 82 ± 16

Mesures de l'IRSN de sites à forte radioactivité naturelle :
- Chamonix-Mont-Blanc (Aiguille du Midi) : 250 ± 70
- Montluçon (bassin d'uranium) : 220 ± 70
- Saint-Maurice-sur-Moselle (massif granitique) : 210 ± 60
- Mantet (pic du Canigou) : 170 ± 50

Mesures de l'IRSN :
- Paris-7 : 45 ± 5
- Martinique : 48 ± 5
- Paris-12 : 55 ± 6
- Paris-8 : 55 ± 5
- Anglet : 55 ± 16
- Guadeloupe : 60 ± 6
- La Réunion : 60 ± 6
- Valence : 62 ± 6
- Lyon : 70 ± 7
- Marseille : 70 ± 20
- La Rochelle : 70 ± 7
- Rennes : 70 ± 7
- Mayotte : 79 ± 8
- Toulouse : 100 ± 10
- Brennilis : 105 ± 32
- Bagnères-de-Bigorre : 105 ± 30

Mesures du CEA :
- Bagnols-sur-Cèze (usine) : 105 ± 5

Autres mesures :
- Narbonne (usine Areva Malvési) : 170 ± 15, mesure Areva
- Romans-sur-Isère (usine) : mesures variables (entre 40 et 140)
- Grenoble (synchrotron) : mesures variables (entre 70 et 110)